# كلينتون ديفيس
كلينتون ديفيس (بالإنجليزية: Clinton Davis)‏ هو منافس ألعاب قوى أمريكي، ولد في 17 أغسطس 1965 في بيتسبرغ في الولايات المتحدة.

## وصلات خارجية
- كلينتون ديفيس على موقع الاتحاد الدولي لألعاب القوى (الإنجليزية)